# Tuba sous-contrebasse
Le tuba sous-contrebasse est une extension de la famille des tubas au sein de la sous famille du tuba contrebasse moderne. 
Au moins sept exemplaires connus ont été fabriqués à ce jour, généralement dans la tonalité en si bémol (mais également en ut et en mi bémol), sonnant une octave entière plus grave que les tubas contrebasse en si bémol ordinaires. La note fondamentale du tuba sous-contrebasse est si ♭−2 (en notation française). La musique est écrite en clé de fa, sonnant à l'octave inférieure de la notation écrite.

## Histoire
Dans l'histoire des instruments de musique monstres, il est recensé l'existence d'un ou deux ophicléide géant, notamment un modèle joué par le virtuose français Jean Prospère Guivier (en) à Londres dans l'édition du 24 juin 1843 de The Illustrated London News.

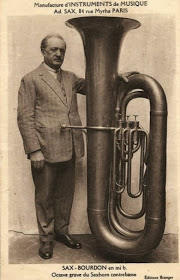
Saxhorn bourdon en mi bémol d'Adolphe Sax au 86, rue Myrha à Paris (1855).

La première conception d'un instrument du type tuba géant a été présentée à l'Exposition universelle de 1851 au Crystal Palace à Londres  par l'inventeur d'instrument belge Adolphe Sax (1814–1894), inventeur également du saxophone, qui l'a surnommé le saxhorn sous-contrebasse (ou saxhorn bourdon géant en mi bémol). Sax obtient une Council Medal pour l’ensemble de ses instruments et spécialement pour ce saxhorn « bourdon ». Sa taille atteignait 3 m, le pavillon 1 m de diamètre et la longueur totale du tube mesurait 17 m (52 pieds). Il était présenté par Sax avec d'autres instruments géants, comme un saxtuba géant, lors des expositions de l'époque et la presse en faisait l'écho. Il constitue le tuba le plus grand jamais réalisé au monde et a été vendu lors de la vente aux enchères des collections d'instruments d'Adolphe Sax lors sa dernière faillite dans les années 1877. Néanmoins il n'est pas réapparu à ce jour. Un exemplaire plus petit de saxhorn bourdon, mesurant plus de 1,80 m en hauteur et daté vers 1855, appartient à la maison Henri Selmer Paris depuis le rachat des ateliers Sax de la rue Myrha à Paris en  1929 et était autrefois visible dans le hall du premier étage du siège social, rue de la Fontaine au Roi avant son déménagement en 2018. Ces instruments sont tous très rares et n'ont jamais reçu beaucoup d'attention au niveau musical. Leur objectif est plus de démontrer la compétence du facteur d'instruments et de créer un objet de curiosité lors des salons (expositions universelles…).

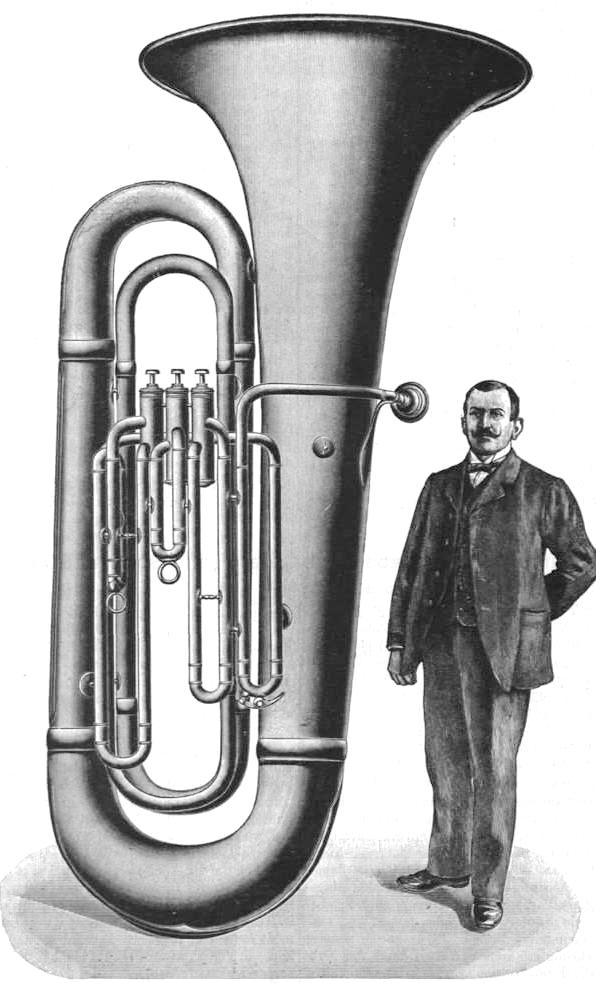
Tuba Riesenbaß fabriqué par Bohland & Fuchs (1899).

Les deux premiers instruments modernes ont été construits par le facteur Besson à la demande du chef d'orchestre américain John Philip Sousa, qui en a utilisé un avec son orchestre dans les tournées de 1896 à 1898. Un exemplaire est présenté à l'exposition universelle de 1889 à Paris sous l'appellation « La Prodigieuse ». Cet instrument, toujours jouable à ce jour, appartient à l'orchestre Harvard University Band (en) et est encore joué périodiquement lors de concerts. 
Dans les années 1950, le musicien britannique Gerard Hoffnung a joué un tuba sous-contrebasse à 3 pistons en ut de Rudolph Sander de 1899, restauré chez Paxman à Londres, pour une utilisation dans ses festivals de musique comique, et a également commandé une œuvre : Variations sur « Annie Laurie » (1956) de Gordon Jacob, dédiée à cet instrument,. Un deuxième modèle de tuba Sandler de 1899 à quatre valves rotatives alignées verticales est exposé actuellement dans le musée Musikantenland-Museum Burg Lichtenberg, en Allemagne.
Deux ou trois tubas sous-contrebasse en ut ont été fabriqués à Kraslice par Bohland & Fuchs, probablement vers 1910 ou 1911, dont un était destiné à une exposition à New York en 1913. Ce tuba est «jouable», mais il nécessite deux personnes: une pour actionner les pistons et l'autre pour souffler dans l'embouchure. Ce tuba est appelé « Big Carl » et est visible dans les locaux de Carl Fisher Music à New-York; ses pistons sont factices. 
En 1990, le Dr Frederick Young joue un tuba contrebasse en si bémol de chez King qui a été transformé en tuba double (en si bémol et en mi naturel) par Dietrich Kleine-Horst (de la maison Herbert Gronitz Brass Instrument Company à Hambourg, Allemagne). Le côté si bémol est un tuba contrebasse et le côté en mi est un tuba sous-contrebasse.
En 2010, un projet, à l'initiative du facteur Hartmut Geilert pour fêter les 650 ans de la ville de Markneukirchen, centre de fabrication d'instruments de musique renommé en Allemagne, a conduit à construire un tuba géant moderne à quatre palettes de 2,05 mètres de hauteur, et exposé dans le musée d'instruments local.

## Voir aussi

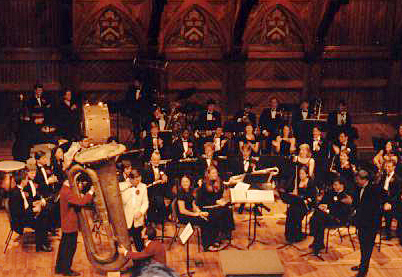
Tuba sous-contrebasse en si bémol Besson du Harvard University Band.